# Spelotrema nicolii
Spelotrema nicolii är en plattmaskart. Spelotrema nicolii ingår i släktet Spelotrema och familjen Microphallidae. Inga underarter finns listade i Catalogue of Life.